# Paramesotriton labiatus
Paramesotriton labiatus, conocido comúnmente como tritón chino de cola de paleta o tritón cola de remo, es una especie de anfibios urodelos de la familia Salamandridae.

## Distribución geográfica y hábitat
Es endémica de los montanos del centro-este de Guangxi (China).

## Descripción
Presenta un aspecto robusto pero alargado y estilizado llegando a alcanzar una longitud de 15 cm a diferencia del género Cynops, la cabeza es plana y achatada con forma de pala destacando su gran boca. El dorso es de color marrón chocolate presentando normalmente rayas anaranjadas en los costados. Lo más característico de esta especie es su cola que termina en forma de remo o paleta (de ahí su nombre común). Otra diferencia con los Cynops radica en que su piel es muy lisa y no presenta un aspecto verrugoso además los dedos del labiatus son más rechonchos y menos definidos. La forma de su cola tiene su origen en que habita en cursos de aguas rápidas (arroyos de montañas) a diferencia de los cynops orientalis que moran en aguas tranquilas y estancadas. El vientre es anaranjado con patrones negros.
Presenta dimorfismo sexual, las hembras son de mayor tamaño y robustez que los machos. En la época de reproducción los machos desarrollan marcas blancas en la cola, en esta época ponen la cola en forma de abanico y la mueven con ímpetu para dispersar las feromonas y atraer así a las hembras.

## Cautividad
Es recomendable un acuario de 40-50 litros con algo de parte terrestre.
Esta especie habita en aguas frías y de fuertes corrientes. Para que el agua esté limpia y oxigenada resulta útil emplear un sistema de filtrado que además provocará una ligera corriente en el agua, éstas corrientes también se pueden lograr utilizando una bomba de agua.
En su hábitat no abunda la vegetación por lo que no es necesario incluir plantas en el acuario, sin embargo es conveniente incorporar refugios que permitan al animal esconderse.
Hay que destacar su carácter agresivo y territorial, no es recomendable mantener más de un ejemplar en el mismo acuario ya que los ataques serán frecuentes.
La alimentación debe ser variada: lombrices, babosas, tenebrios (gusanos de la harina), gusanos de seda, grillos, larvas rojas de mosquito, etc.